# اکسل فولی
کارآگاه اکسل فولی (انگلیسی: Axel Foley) یک شخصیت تخیلی سیاه‌پوست آمریکایی است که توسط ادی مورفی به تصویر کشیده شده است و قهرمان اصلی مجموعه فیلم‌های پلیس بورلی هیلز می‌باشد. او در فهرست ۱۰۰ شخصیت برتر فیلم در تمام دوران مجله امپایر در رتبه ۵۵ قرار دارد. سیلوستر استالونه در ابتدا قرار بود به عنوان اکسل فولی انتخاب شود.
اسلحه فولی یک تپانچه ۹ میلی‌متری برونینگ های-پاور است که در هر همه فیلم‌ها با خود حمل می‌کند.

## فیلم‌ها
- پلیس بورلی هیلز (۱۹۸۴)
- پلیس بورلی هیلز ۲ (۱۹۸۷)
- پلیس بورلی هیلز ۳ (۱۹۹۴)
- پلیس بورلی هیلز ۴ (۲۰۲۴)